# Mount Oldenburg
Mount Oldenburg ist ein teilweise verschneiter Berg im westantarktischen Ellsworthland. Im östlichen Teil der Martin Hills ragt er 800 m östlich des Mount Helms auf.
Eine vom US-amerikanischen Geologen John Campbell Craddock angeführte Mannschaft der University of Minnesota bestimmte die geographische Position des Bergs im Januar 1963 im Rahmen des United States Antarctic Research Program. Das Advisory Committee on Antarctic Names benannte ihn 1964 nach der Botanikerin Margaret Oldenburg (1892–1972), einer Expertin der antarktischen Flora, welche den Mitarbeitern auf US-amerikanischen Forschungsstationen in der Antarktis über einige Jahre hinweg Geschenke in Form von Büchern, Fotografien und anderen Materialien zukommen ließ.